# Pain paillasse
Ne doit pas être confondu avec Pain paillasse de Lodève.
Le pain paillasse est un pain artisanal traditionnel fait de farine de froment et de levain, de forme allongée et légèrement torsadé sur lui-même.
Il a comme particularité de fabrication de subir une longue levée en masse, avant une division directement suivie du façonnage pour enfournement. Malgré sa grande antériorité, la marque est revendiquée par de nombreux intervenants au fil de l'histoire. 

## Étymologie
Ce pain tire son nom, employé dans de nombreuses régions[Lesquelles ?], de la corbeille en paille tressée dans laquelle le pain était mis à lever.
En 1993, Aimé Pouly, maitre boulanger suisse, a créé la marque Pain Paillasse en Suisse : « Nous avons baptisé ce pain le pain Paillasse, en souvenir du simple matelas de paille sur lequel dormait le boulanger pendant la fermentation de la pâte. »

## Différentes revendications
Si, en réalité, sa création est vraisemblablement bien plus ancienne, et que l'on trouve dans nombre de boulangeries en France du pain paillasse, l'invention et la marque pain Paillasse ont été revendiquées par de nombreux intervenants.
René Payet crée un pain paillasse en 1977 dans le Périgord (France). Il gagne de nombreux prix avec ce pain, et dépose la marque nationalement en 1978 et internationalement en 1983. En 2007, ce pain est proposé par plus de 1 000 licenciés en France et en Espagne. Depuis 1983, la marque est cependant divisée en tiers, puis les tiers transmis entre divers propriétaires. 
Ce pain, fait partiellement à la main, est aujourd'hui produit en quantité. Le pain paillasse d'Aimé Pouly est vendu à travers le réseau de boutiques en propre (80 boulangeries en Suisse romande en 2004) et des boulangers franchisés titulaires de la licence (800 points de vente en Suisse en 2004) gérés par la société Paillasse Marketing. Depuis 1992, Paillasse International développe la promotion économique hors de Suisse de la marque Pain Paillasse. Aujourd'hui[Quand ?] plus de 50 millions d'unités sont produites par année dans une vingtaine de pays européens.